# 建德文庙
建德文庙是清代安徽建德县的县学文庙，在今池州市东至县尧渡镇东北的白象山下、梅城河畔。文庙有独特的“水泥大成殿”，1995年毁于洪水。
文庙的历史可以追溯到唐肃宗至德二年（757年），当时庙址在城东来苏坊，南宋嘉定年间，知县吴渊移建文庙于城西北的善政坊。明崇祯四年（1631年），知县杨锡璜再迁建。清康熙元年（1662年），知县高寅又复建于城西北隅。光绪三十一年（1905年），按察使周馥按旧址规式重建。民国初，周馥之四子周学熙用钢筋水泥改建，外观仍仿照砖木结构传统建筑形式，为文庙建筑史上的创举。
1989年5月27日，文庙大成殿被安徽省人民政府公布为省级重点文物保护单位。1995年5月25日被洪水冲毁，东至县降特大暴雨，梅城河暴涨，并在大成殿边附近决口，大成殿轰然倒塌。